# Dobrá (Eslováquia)
Dobrá (em húngaro: Kisdobra) é um município da Eslováquia, situado no distrito de Trebišov, na região de Košice. Tem 8,32 km² de área e sua população em 2018 foi estimada em 494 habitantes.

## Demografia
| Ano:        | 1994 | 2004    | 2014    | 2024   |
| ----------- | ---- | ------- | ------- | ------ |
| Broj ljudi: | 353  | 414     | 487     | 505    |
| Razlika:    |      | +17,28% | +17,63% | +3,69% |

| Ano:               | 2023 | 2024   |
| ------------------ | ---- | ------ |
| Número de pessoas: | 507  | 505    |
| Diferença:         |      | -0,39% |